# シリントーン国際工学部
シリントーン国際工学部 （シリントーンこくさいこうがくぶ、Sirindhorn International Institute of Technology, SIIT, สถาบันเทคโนโลยีนานาชาติสิรินธร）は1992年に設立されたタンマサート大学の独立高等教育機関である。一応タンマサート大学の一機関という事になっているが、その運営や経営資金などはタンマサートから独立している。名称はラーマ9世（プーミポンアドゥンラヤデート）の娘であるシリントーン内親王に由来する。タイ王国パトゥムターニー県に位置する。科学、技術、エンジニアリングなどの理系の教育や、経営学などの教育が行われている。いわゆる、国際大学であり、英語による教育のみが行われており、LAOTSEネットワークの大学として諸外国の高等教育機関と提携している。なお、以下ではSIITと表記する。

## キャンパス
SIITのキャンパスはタンマサート大学ランシット・キャンパスとバーンカディーにある。これらはどちらもパトゥムターニー学術研究都市内に存在する。この学研都市内には多数の国立専門研究機関や高等教育機関が存在する。

### ランシット・キャンパス
ランシット・キャンパスはタンマサート大学ランシット・センターに位置する。ランシット・センターはバンコクの北おおよそ40kmの所に位置し、アジア工学部やタイランド・サイエンスパークの隣にある。1998年の第13回アジア大会（バンコク）では中心的な接待所として機能した。

### バーンカディー・キャンパス
バーンカディー・キャンパスはバーンカディー工業団地に位置する、ランシット・キャンパスから15キロメートル離れたランシット・キャンパスである。2002年6月には情報技術課程の移動がランシット・キャンパスから行われ、2003年5月には経営技術、器械工学およびコントロール・システム、電気通信学の各課程がランシットから移動された。また情報通信技術関連の課程の新たな設置もこのキャンパス内で行われており、コンピュータ科学プログラムがに設置されている。2004年にはシリントーン内親王の名前にちなんだシリンタラーライ・ビル(สิรินธราลัย)が開かれ、電気通信学、器械工学およびコントロール・システム、機械電子工学の各課程の教育が行われている。

## 歴史
1989年、神戸で行われた第9回日本タイ経済協力会議において、経団連やタイ産業連合(FTI)の参加者によってタイには英語を運用できる技術者がタイの産業開発に必要であると言うことが言われた。これにより、博士課程修了者による高度な知識を備えたメンバーによる、技術系の課程の講義と実習を英語で行う高等教育機関が設置さることになった。
1992年、経団連やFTI、タンマサート大学によりこの高等教育機関の設置に関する協議に合意がもたらされた。合意では経団連とFTIが基金を提供し、タンマサート大学内に技術系の課程を設置するという内容であった。2年間の運営の後、この高等教育機関は国際工学部(IIT)による資金提供を1994年9月16日に受けた。このときに、「科学技術の王女」として知られるシリントーン内親王の訪問があり、経団連とFTIの基金の一部を使って建てられたランシット・キャンパスの新しいビルにシリントーン内親王によって礎石がはめられた。1996年6月28日にはラーマ9世（プーミポンアドゥンラヤデート）による訪問があり、シリントーン国際工業学部という名前がこの高等教育機関に与えられた。1997年10月2日にはシリントーンによって正式に開園式がおこなわれた。2001年には元総理大臣アナン・パンヤーラチュンによってバーンカディー工業団地に新たなキャンパスの開園式が行われた。

## 運営
SIITはタンマサート大学の機関の一つと見なされているが、組織的、経済的にはタンマサート大学から独立している。SIITの舵取りはタンマサート大学、経団連、FTIの代表や、タンマサート大学によって指名された研究者らからなる評議会によって行われている。また、学術研究の方面におけるアドバイスを行う機関として、一定の評価のある研究者からなるARC (Academic Review Committee)が設置されている。SIIT自体は4つの運営部局と図書部、情報サービス・センターからなる管理部と15の学部からなる6つのアカデミック・スクールによって成り立っている。
SIITは国立大学であるタンマサート大学の学部の一部であると考えられているものの、資金的には独立しているためSIITは国からの援助が受けられず自ら資金を探す必要がある。実質的には前述のように経団連やFTIによる基金他、アジア開発銀行やタイ国立調査基金、個人的な寄付なども受けているが、学費も収入源の一部となっている。国による援助が受けられないため他の国立の教育機関に比べ格段に学費が高くなっている。

## 課程
SIITでは学資課程、修士課程、博士課程のコースを提供しており、卒業後に授与される学位には工学学士(BEng)、科学学士(BSc)、科学修士(MSc)、哲学博士(Ph.D.)がある。以下はSIITで開かれている課程である
エンジニアリング
- 施設工学
- 化学工学
- 都市工学
- 電力工学
- 産業工学
- 機械工学
- 通信工学

技術
- コンピュータ科学
- エネルギー技術
- 工学運営学
- 環境技術
- 情報技術
- 器械工学およびコントロール・システム
- 運営技術
- 機械電子工学
- オペレーション

## 協力・提携
SIITは国際大学であるため海外の高等機関との提携が特色となっている。日本の組織である経団連の投資を受けたこともあり、日本の大学との提携も大きい。ドイツのDAAD (Deutscher Akademischer Austausch Dienst)やIQN (Quality Network program)などにも加入している。国内ではアジア国際工学部と強い連携関係に有るほか、ジョイント・グラジュエート・スクール・オブ・エナジー・アンド・エンバイロメントという国内の技術高等学術機関のネットワークにも加入している。またSIITはタイ人の生徒の他、外国人の入学生や海外校からの交換留学生も受け入れている。